# Benito Juárez
 For alternative betydninger, se Benito Juárez (flertydig). (Se også artikler, som begynder med Benito Juárez)
Benito Pablo Juárez (født 21. marts 1806, død 18. juli 1872) var en zapotekisk indianer, som i to perioder (1861-1863 og 1867-1872) var Mexicos præsident. Juárez anses ofte som Mexicos største og mest populære leder.
Juárez blev født i landsbyen San Pablo Guelatao i Oaxaca. Forældrene var bønder og døde før han fyldte fire år. Han arbejdede i kornmarkerne og som hyrde indtil han fyldte 12 år, men den 17. december 1818 vandrede han til byen Oaxaca for at uddanne sig og få et bedre liv. På det tidspunkt var han analfabet og talte ikke spansk, kun zapotekisk.
I byen blev han ansat som tjener i en husholdning og arbejdede ivrigt på at uddanne sig. En lægbroder af Franciskanerordenen Antonio Salanueva blev imponeret over unge Benitos intelligens og lærelyst, og hjalp ham med at blive optaget på byens præsteseminarium. Han tog sin afsluttende eksamen fra seminariet i 1827 og læste derefter jura.
Juárez blev advokat i 1834 og dommer i 1842. Han var staten Oaxacas guvernør fra 1847 til 1853, hvor han blev sendt i eksil på grund af sine indvendinger mod Antonio Lopez de Santa Annas korruption.
Han tilbragte sit eksil i New Orleans, Louisiana, hvor han arbejdede i en cigarfabrik.
Juárez vendte tilbage til Mexico i 1855 og sluttede sig til oppositionspartiet Liberales; to år senere vandt det valget og Juárez blev Mexicos retspræsident under præsident Ignacio Comonfort. Conservadorespartiet gjorde oprør og der udbrød borgerkrig. Juárez afløste Comonfort som provisorisk præsident. Juárez ankom til Mexico City den 11. januar 1861 for at genetablere den nationale enhed. I marts samme år blev han valgt som præsident for en fireårig periode .
Frankrig invaderede Mexico i 1862 efter Napoleon IIIs planer om at oprette et marionetstyre i landet. Efter hårde kampe blev Juárez og hans regering tvunget til at trække sig tilbage til den nordlige del af landet.
Juárez ledte den mexicanske modstand mod den franske invasion og indsættelsen af marionetkejseren Maximilian af Habsburg. Maximilian tilbød Juárez amnesti og positionen som statsminister, men Juárez nægtede at acceptere monarkiet og en regering påtvunget af en fremmed magt. I 1867 blev de sidste franske tropper og Maximilians allierede slået og fordrevet fra landet. Samme år blev Juárez genvalgt som præsident.
Benito Juárez var en progressiv reformist, der gik ind for demokrati, lige rettigheder for landets indianske befolkning ogt en formindskelse af den store indflydelse, den romersk-katolske kirke havde på mexicansk politik.
Benito Juárez døde af et hjerteanfald, mens han arbejdede ved sit skrivebord i Nationalpaladset i Mexico City.
Juárezs berømte citat huskes stadig i Mexico: "El respeto al derecho ajeno es la paz", som betyder "Respekt for andres rettigheder er fred." Citatet står på staten Oaxacas flag.
Juárez fødselsdag (21. marts) er en national helligdag i Mexico (se: Fiestas Patrias).
Se også: Mexicos historie.
Juárez har været skildret i film af skuespillerne Paul Muni (1939), Jason Robards, Sr. (1940), Fausto Tozzi (1965), Helmut Schellhardt (1988) og Luis Valdez (1994).